# کارلتون پلیس
کارلتون پلیس (به انگلیسی: Carleton Place) یک شهرک در کانادا است که در شهرستان لنارک واقع شده‌است.

## خصوصیات
کارلتون پلیس ۹٬۸۰۹ نفر جمعیت دارد.